# Alma (roman)
Pour les articles homonymes, voir Alma.
Alma est un roman de Jean-Marie Gustave Le Clézio publié en 2017 aux éditions Gallimard. L'écrivain y évoque des lieux importants de sa vie, notamment l'Île Maurice, Nice et Paris.

## Contenu
Le livre tresse deux approches masculines, errantes :
- Jérémie Felsen, fils d'Alison O'Connor et d'Alexandre Felsen, «un vieux, un Français» (p.124), en quête de tous les passés de l'Île Maurice, dans les années 1990 à 2010,
- Dominique Felsen, Mauricien, Dodo ou Coup de ros, Lézard, «clochard merveilleux» (p. 115), pris dans le culte d'un passé plus proche, malade, visage dégradé, disparu en France en 1982.

De nombreux autres personnages féminins (Aditi, Artémisia, Krystal, Vicky O'Gilvy, Yaya, Zobeide, Honorine, Emmeline Carcérac, Louise, La Survouve, Marie Madeleine Mahé...) et masculins (Ashok, Macchabée, Topsie, Saklavou...). Toujours ces origines disparues, dont celles du dodo.

## Réception
D'après un sondage réalisé par Le Figaro, Alma est le meilleur livre jamais écrit par Jean-Marie Gustave Le Clézio,.